# Frank Young
Franklin Louis "Frank" Young (Tallahassee, Florida, 7 de septiembre de 1984) es un exjugador de baloncesto estadounidense que jugó cuatro temporadas como profesional en ligas europeas. Con 1,96 metros de estatura, lo hacía en la posición de alero. Actualmente ejerce como entrenador asistente en la Universidad Estatal de los Apalaches.

## Trayectoria deportiva

### Universidad
Jugó cuatro temporadas con los Mountaineers de la Universidad de Virginia Occidental, en las que promedió 7,6 puntos, 2,8 rebotes y 1,3 asistencias por partido. En su última temporada fue incluido en el mejor quinteto de la Big East Conference, y, tras conseguir la victoria en el National Invitation Tournament, fue elegido mejor jugador del torneo.

### Profesional
Tras no ser elegido en el Draft de la NBA de 2007, en el mes de julio firmó su primer contrato profesional con el EnBW Ludwigsburg de la Basketball Bundesliga alemana, donde jugó únicamente diez partidos en los que promedió 7,4 puntos y 2,1 rebotes, siendo despedido en el mes de diciembre.
En enero de 2008 fichó por los Rotterdam Challengers de la liga neerlandesa, donde jugó hasta final de temporada, promediando 10,1 puntos y 3,1 rebotes por partido. En noviembre de 2008 fichó por el también equipo neerlandés del Landstede Basketbal, donde jugó una temporada, promediando 13,5 puntos y 5,0 rebotes por encuentro.
En 2010 fichó por el Crailsheim Merlins de la ProA, la segunda división alemana, donde jugó una temporada, en la que promedió 11,3 puntos y 2,8 rebotes por partido.